# Ministri responsabili dell'infanzia della Francia
Il ministro o segretario di Stato per l'infanzia è un membro del governo francese responsabile dell'attuazione delle politiche governative relative alla protezione dell'infanzia. Spesso è anche responsabile della famiglia.
La prima titolare di un portafoglio ministeriale che ha compreso l'infanzia è stata Marie-Madeleine Dienesch nel governo Couve de Murville.

## Elenco
| Ministro o segretario di Stato         | Incarico | Ministro di vigilanza                                        | Incarico | Governo                         | Inizio                          | Fine                            |
| Presidenza di Charles de Gaulle        | Presidenza di Charles de Gaulle                                                                                  | Presidenza di Charles de Gaulle                              | Presidenza di Charles de Gaulle | Presidenza di Charles de Gaulle | Presidenza di Charles de Gaulle | Presidenza di Charles de Gaulle |
| -------------------------------------- | --- | ------------------------------------------------------------ | --- | ------------------------------- | ------------------------------- | ------------------------------- |
| Marie-Madelaine Dienesch               | Segretario di Stato per gli affari sociali                                                                       | Maurice Schumann                                             | Ministro di Stato, responsabile degli affari sociali | Couve de Murville               | 11 luglio 1968                  | 20 giugno 1969                  |
| Presidenza Georges Pompidou            | |                                                              | |                                 |                                 |                                 |
| Marie-Madelaine Dienesch               | Segretario di Stato                                                                                              | Robert Boulin                                                | Ministro della sanità pubblica e della previdenza sociale | Chaban-Delmas                   | 20 giugno 1969                  | 5 luglio 1972                   |
| Marie-Madelaine Dienesch               | Segretario di Stato                                                                                              | Jean Foyer                                                   | Ministro della sanità pubblica | Messmer I                       | 6 luglio 1972                   | 5 aprile 1973                   |
| Marie-Madelaine Dienesch               | Segretario di Stato                                                                                              | Michel Poniatowski                                           | Ministro della sanità pubblica e della previdenza sociale | Messmer II                      | 5 aprile 1973                   | 1º marzo 1974                   |
| Marie-Madelaine Dienesch               | Segretario di Stato                                                                                              | Michel Poniatowski                                           | Ministro della sanità pubblica e della previdenza sociale | Messmer III                     | 1º marzo 1974                   | 27 maggio 1974                  |
| Presidenza di Valéry Giscard d'Estaing | |                                                              | |                                 |                                 |                                 |
| René Lenoir                            | Segretario di Stato per l'azione sociale                                                                         | Simone Veil                                                  | Ministro della sanità | Chirac I                        | 8 giugno 1974                   | 31 marzo 1978                   |
| René Lenoir                            | Segretario di Stato per l'azione sociale                                                                         | Simone Veil                                                  | Ministro della sanità | Barre I                         | 8 giugno 1974                   | 31 marzo 1978                   |
| René Lenoir                            | Segretario di Stato per l'azione sociale                                                                         | Simone Veil                                                  | Ministro della sanità e della previdenza sociale | Barre II                        | 8 giugno 1974                   | 31 marzo 1978                   |
| Simone Veil                            | Ministro della salute e della famiglia                                                                           | Esercizio completo                                           | Esercizio completo | Barre III                       | 5 maggio 1978                   | 4 luglio 1979                   |
| Nessun titolare                        | Nessun titolare                                                                                                  | Nessun titolare                                              | Nessun titolare | Nessun titolare                 | 4 luglio 1979                   | 22 maggio 1981                  |
| Presidenza di François Mitterrand      | |                                                              | |                                 |                                 |                                 |
| Nessun titolare                        | Nessun titolare                                                                                                  | Nessun titolare                                              | Nessun titolare | Mauroy I                        | 22 maggio 1981                  | 11 maggio 1995                  |
| Nessun titolare                        | Nessun titolare                                                                                                  | Nessun titolare                                              | Nessun titolare | Mauroy II                       | 22 maggio 1981                  | 11 maggio 1995                  |
| Nessun titolare                        | Nessun titolare                                                                                                  | Nessun titolare                                              | Nessun titolare | Mauroy III                      | 22 maggio 1981                  | 11 maggio 1995                  |
| Nessun titolare                        | Nessun titolare                                                                                                  | Nessun titolare                                              | Nessun titolare | Chirac II                       | 22 maggio 1981                  | 11 maggio 1995                  |
| Nessun titolare                        | Nessun titolare                                                                                                  | Nessun titolare                                              | Nessun titolare | Rocard I                        | 22 maggio 1981                  | 11 maggio 1995                  |
| Nessun titolare                        | Nessun titolare                                                                                                  | Nessun titolare                                              | Nessun titolare | Rocard II                       | 22 maggio 1981                  | 11 maggio 1995                  |
| Nessun titolare                        | Nessun titolare                                                                                                  | Nessun titolare                                              | Nessun titolare | Cresson                         | 22 maggio 1981                  | 11 maggio 1995                  |
| Nessun titolare                        | Nessun titolare                                                                                                  | Nessun titolare                                              | Nessun titolare | Bérégovoy                       | 22 maggio 1981                  | 11 maggio 1995                  |
| Nessun titolare                        | Nessun titolare                                                                                                  | Nessun titolare                                              | Nessun titolare | Balladur                        | 22 maggio 1981                  | 11 maggio 1995                  |
| Presidenza di Jacques Chirac           | |                                                              | |                                 |                                 |                                 |
| Nessun titolare                        | Nessun titolare                                                                                                  | Nessun titolare                                              | Nessun titolare | Juppé I                         | 18 maggio 1995                  | 2 giugno 1997                   |
| Nessun titolare                        | Nessun titolare                                                                                                  | Nessun titolare                                              | Nessun titolare | Juppé II                        | 18 maggio 1995                  | 2 giugno 1997                   |
| Martine Aubry                          | Ministro del lavoro e della solidarietà                                                                          | Esercizio completo                                           | Esercizio completo | Jospin                          | 2 giugno 1997                   | 27 marzo 2000                   |
| Ségolène Royal                         | Ministro delegato alla famigllia e all'infanzia                                                                  | Martine Aubry                                                | Ministro del lavoro e della solidarietà | Jospin                          | 27 marzo 2000                   | 27 marzo 2001                   |
| Ségolène Royal                         | Ministro delegato per la famiglia, l'infanzia e le persone con disabilità                                        | Martine Aubry                                                | Ministro del lavoro e della solidarietà | Jospin                          | 27 marzo 2001                   | 6 maggio 2002                   |
| Ségolène Royal                         | Ministro delegato per la famiglia, l'infanzia e le persone con disabilità                                        | Élisabeth Guigou                                             | Ministro del lavoro e della solidarietà | Jospin                          |                                 |                                 |
| Jean-François Mattei                   | Ministro della salute, della famiglia e delle persone con disabilità                                             | Esercizio completo                                           | Esercizio completo | Raffarin I                      | 7 maggio 2002                   | 17 giugno 2002                  |
| Christian Jacob                        | Ministro delegato alla famiglia                                                                                  | Jean-François Mattei                                         | Ministro della salute, della famiglia e delle persone con disabilità                                                                                          | Raffarin II                     | 17 giugno 2002                  | 31 marzo 2004                   |
| Marie-Josée Roig                       | Ministro della famiglia e dell'infanzia                                                                          | Esercizio completo                                           | Esercizio completo | Raffarin III                    | 31 marzo 2004                   | 29 novembre 2004                |
| Philippe Douste-Blazy                  | Ministro della solidarietà, della salute e della famiglia                                                        | Esercizio completo                                           | Esercizio completo | Raffarin III                    | 29 novembre 2004                | 31 maggio 2005                  |
| Philippe Bas                           | Ministro delegato alla previdenza sociale, agli anziani, ai disabili e alle famiglie                             | Xavier Bertrand                                              | Ministro della salute e della solidarietà | de Villepin                     | 2 giugno 2005                   | 26 marzo 2007                   |
| Philippe Bas                           | Ministro della sanità, della solidarietà, della previdenza sociale, degli anziani, dei disabili e delle famiglie | Esercizio completo                                           | Esercizio completo | de Villepin                     | 26 marzo 2007                   | 15 aprile 2007                  |
| Presidenza di Nicolas Sarkozy          | |                                                              | |                                 |                                 |                                 |
| Xavier Bertrand                        | Ministro del lavoro, delle relazioni sociali e della solidarietà                                                 | Esercizio completo                                           | Esercizio completo | Fillon I                        | 17 aprile 2007                  | 18 giugno 2007                  |
| Xavier Bertrand                        | Ministro del lavoro, delle relazioni sociali e della solidarietà                                                 | Esercizio completo                                           | Esercizio completo | Fillon II                       | 19 giugno 2007                  | 18 marzo 2008                   |
| Nadine Morano                          | Segretario di Stato per la famiglia                                                                              | Xavier Bertrand                                              | Ministro del lavoro, della solidarietà e della funzione pubblica                                                                                              | Fillon II                       | 18 marzo 2008                   | 23 giugno 2009                  |
| Nadine Morano                          | Segretario di Stato per la famiglia e la solidarietà                                                             | Xavier Bertrand                                              | Ministro del lavoro, della solidarietà e della funzione pubblica                                                                                              | Fillon II                       | 23 giugno 2009                  | 13 novembre 2010                |
| Roselyne Bachelot Narquin              | Ministro della solidarietà e della coesione sociale                                                              | Esercizio completo                                           | Esercizio completo | Fillon III                      | 14 novembre 2010                | 29 novembre 2011                |
| Claude Greff                           | Segretario di Stato per la famiglia                                                                              | Roselyne Bachelot-Narquin                                    | Ministro della solidarietà e della coesione sociale | Fillon III                      | 29 giugno 2011                  | 10 maggio 2012                  |
| Presidenza di François Hollande        | |                                                              | |                                 |                                 |                                 |
| Dominique Bertinotti                   | Ministro delegato alla famiglia                                                                                  | Marisol Touraine                                             | Ministro degli affari sociali e della sanità | Ayrault I                       | 16 maggio 2012                  | 20 giugno 2012                  |
| Dominique Bertinotti                   | Ministro delegato alla famiglia                                                                                  | Marisol Touraine                                             | Ministro degli affari sociali e della sanità | Ayrault II                      | 20 giugno 2012                  | 31 marzo 2014                   |
| Laurence Rossignol                     | Segretario di Stato per la famiglia, gli anziani e l'autonomia                                                   | Marisol Touraine                                             | Ministro degli affari sociali e della sanità | Valls I                         | 9 aprile 2014                   | 25 agosto 2014                  |
| Laurence Rossignol                     | Segretario di Stato per la famiglia, l'infanzia, gli anziani e l'autonomia                                       | Marisol Touraine                                             | Ministro degli affari sociali e della sanità | Valls I                         | 17 giugno 2015                  | 26 agosto 2014                  |
| Laurence Rossignol                     | Segretario di Stato per la famiglia, l'infanzia, gli anziani e l'autonomia                                       | Marisol Touraine                                             | Ministro degli affari sociali e della sanità | Valls II                        | 26 agosto 2014                  | 11 febbraio 2016                |
| Laurence Rossignol                     | Ministro della famiglia, dell'infanzia e dei diritti delle donne                                                 | Esercizio completo                                           | Esercizio completo | Valls II                        | 11 febbraio 2016                | 6 dicembre 2016                 |
| Laurence Rossignol                     | Ministro della famiglia, dell'infanzia e dei diritti delle donne                                                 | Esercizio completo                                           | Esercizio completo | Cazeneuve                       | 6 dicembre 2016                 | 10 maggio 2017                  |
| Presidenza di Emmanuel Macron          | |                                                              | |                                 |                                 |                                 |
| Agnès Buzyn                            | Ministro della solidarietà e della salute                                                                        | Esercizio completo                                           | Esercizio completo | Philippe I                      | 17 maggio 2017                  | 16 febbraio 2020                |
| Adrien Taquet                          | Segretario di Stato presso il ministro della solidarietà e della salute                                          | Olivier Véran                                                | Ministro della solidarietà e della salute | Philippe II                     | 25 gennaio 2019                 | 6 luglio 2020                   |
| Adrien Taquet                          | Segretario di Stato per l'infanzia e la famiglia                                                                 | Olivier Véran                                                | Ministro della solidarietà e della salute | Castex                          | 26 luglio 2020                  | 20 maggio 2022                  |
| Charlotte Caubel                       | Segretario di Stato per l'infanzia                                                                               | Élisabeth Borne                                              | Primo ministro | Borne                           | 20 maggio 2022                  | 11 gennaio 2024                 |
| Sarah El Haïry                         | Ministro delegato all'infanzia, alla gioventù e alla famiglie                                                    | * Catherine Vautrin * Nicole Belloubet * Éric Dupond-Moretti | * Ministro del lavoro, della salute e della solidarietà * Ministro dell'educazione nazionale e della gioventù * Custode dei sigilli, ministro della giustizia | Attal                           | 8 febbraio 2024                 | in carica                       |